# 江浦街道
江浦街道是中國江蘇省南京市浦口區原来的珠江鎮改制而成，為舊江浦縣的縣城所在，現为新的浦口区的区政府所在地。
由于意图保留江浦古名，2005年改为此名。
江浦街道现在共有人口10万多人，辖13个居委会、16个村。